# Guerriero americano 2 - La sfida
Guerriero americano 2: La sfida (American Ninja 2: The Confrontation) è un film del 1987 diretto da Sam Firstenberg.

## Trama
Joe Armstrong, il "guerriero americano", si reca in un'isola caraibica per una vacanza con l'amico Jackson: ma la vacanza durerà ben poco. Perché un pericoloso criminale chiamato "The Lion", si scoprirà aver rapito uno scienziato locale: lo scopo di questo rapimento è la produzione di armi potentissime e la creazione di un esercito di guerrieri ninja mutanti. Joe e Jackson dovranno lottare di nuovo insieme per sventare i suoi piani criminali.

## Il film
Sequel decisamente scadente di Guerriero americano, il film cerca di sfruttare il successo ottenuto dal primo film e dalla coppia Michael Dudikoff/Steve James, ma senza riuscirvi.
Mike Stone, che aveva coreografato i combattimenti del primo film, stavolta fa solo una piccola parte come attore, ma la sua assenza rende i combattimenti del film molto scadenti rispetto al precedente.
Il film, girato fra il gennaio ed il marzo del 1987, esce in America nell'aprile del 1987.